# Liste der Hochschulen in den Niederlanden
Dies ist eine Liste der Universitäten (niederländisch universiteiten) und Fachhochschulen (niederländisch hogescholen, deutsch: Hochschule) in den Niederlanden.
Es gibt 13 staatlich finanzierte Universitäten mit 327.300 Studenten, eine staatlich finanzierte Fernuniversität, sowie 36 vom Staat finanzierte Fachhochschulen mit 450.869 Studenten (Stand: 1. Oktober 2024).

## Universitäten

### Staatlich finanzierte Universitäten
| Logo | Name                                            | Ort              | Gründungsjahr | Studentenzahl 01.10.2020 | Webpräsenz              |
| ---- | ----------------------------------------------- | ---------------- | ------------- | ------------------------ | ----------------------- |
|      | Universität Leiden                              | Leiden           | 1575          | 32.448                   | universiteitleiden.nl   |
|      | Reichsuniversität Groningen                     | Groningen        | 1614          | 34.126                   | rug.nl                  |
|      | Universität von Amsterdam                       | Amsterdam        | 1632          | 38.940                   | uva.nl                  |
|      | Universität Utrecht                             | Utrecht          | 1636          | 35.294                   | uu.nl                   |
|      | Technische Universität Delft – TU Delft         | Delft            | 1842          | 26.028                   | tudelft.nl              |
|      | Freie Universität Amsterdam                     | Amsterdam        | 1880          | 29.796                   | vu.nl                   |
|      | Erasmus-Universität Rotterdam                   | Rotterdam        | 1913          | 30.085                   | eur.nl                  |
|      | Universität Wageningen                          | Wageningen       | 1918          | 12.896                   | wur.nl                  |
|      | Radboud-Universität Nijmegen                    | Nijmegen         | 1923          | 23.566                   | ru.nl                   |
|      | Universität Tilburg                             | Tilburg, Utrecht | 1927          | 19.306                   | tilburguniversity.edu   |
|      | Technische Universität Eindhoven – TU Eindhoven | Eindhoven        | 1956          | 12.873                   | tue.nl                  |
|      | Universität Twente                              | Enschede         | 1961          | 12.219                   | utwente.nl              |
|      | Universität Maastricht                          | Maastricht       | 1976          | 19.723                   | maastrichtuniversity.nl |
|      | Open Universiteit Nederland (Fernuniversität)   | Heerlen          | 1985          | 18.344                   | ou.nl                   |

### Nicht staatlich finanzierte Universitäten
| Logo | Name                                        | Ort                  | Gründungsjahr | Studentenzahl | Webpräsenz      |
| ---- | ------------------------------------------- | -------------------- | ------------- | ------------- | --------------- |
|      | SOMT University of Physiotherapy            | Amersfoort           | 2006          |               | somt.nl         |
|      | Protestantisch-Theologische Universität     | Amsterdam            | 1854          |               | pthu.nl         |
|      | Theologische Universität Apeldoorn          | Apeldoorn            | 1894          | ca. 100       | tua.nl          |
|      | Haager Akademie für Völkerrecht             | Den Haag             | 1914          |               | hagueacademy.nl |
|      | Theologische Universität Kampen – TU Kampen | Kampen (Niederlande) | 1944          |               | tukampen.nl     |
|      | Wirtschaftsuniversität Nyenrode             | Breukelen            | 1946          |               | nyenrode.nl     |
|      | Universität für Humanistik                  | Utrecht              | 1989          |               | uvh.nl          |

### Ehemalige Universitäten
- Katholische Theologische Universität, seit 2007 Teil der Fakultät für katholische Theologie der Universität Tilburg
- Universität Harderwijk
- Universität Franeker

### Vom Staat finanzierte Fachhochschulen (Hogescholen)
- Aeres University of Applied Sciences (Almere, Dronten, Wageningen)
- Amsterdamse Hogeschool voor de Kunsten (Amsterdam)
- ArtEZ Hogeschool voor de Kunsten (Arnhem, Enschede, Zwolle)
- Avans Hogeschool (Breda, ’s-Hertogenbosch, Tilburg)
- Breda University of Applied Sciences (Breda)
- Christelijke Hogeschool Ede (Ede)
- Codarts Hogeschool voor de kunsten (Rotterdam)
- De Haagse Hogeschool (Den Haag, Delft, Zoetermeer)
- Design Academy Eindhoven (Eindhoven)
- Driestar Hogeschool (Gouda)
- Fontys Hogeschool (Eindhoven, ’s-Hertogenbosch, Sittard, Tilburg, Venlo)
- Gerrit Rietveld Academie (Amsterdam)
- HAN University of Applied Sciences (Arnhem, Nijmegen)
- Hanzehogeschool Groningen (Groningen)
- HAS green academy (’s-Hertogenbosch, Venlo)
- Hogeschool de Kempel (Helmond)
- Hogeschool der Kunsten Den Haag (Den Haag)
- Hogeschool Inholland (Alkmaar, Amsterdam, Delft, Den Haag, Dordrecht, Haarlem, Rotterdam)
- Hogeschool iPabo (Alkmaar, Amsterdam)
- Hogeschool KPZ (Zwolle)
- Hogeschool Leiden (Leiden)
- Hogeschool Rotterdam (Rotterdam)
- Hogeschool Utrecht (Utrecht)
- Hogeschool van Amsterdam (Amsterdam)
- Hogeschool Van Hall Larenstein (Leeuwarden, Velp)
- Hogeschool Viaa (Zwolle)
- Hogeschool voor de Kunsten (Utrecht)
- Hotelschool The Hague (Den Haag, Amsterdam)
- HZ University of Applied Sciences (Vlissingen, Middelburg, Roosendaal)
- Iselinge Hogeschool (Doetinchem)
- Marnix Academie (Utrecht)
- NHL Stenden Hogeschool (Leeuwarden, Emmen, Groningen, Meppel, Terschelling, Assen)
- Saxion (Enschede, Deventer, Apeldoorn)
- Thomas More Hogeschool (Rotterdam)
- Windesheim (Zwolle, Almere)
- Zuyd Hogeschool (Heerlen, Maastricht, Sittard)

## Vergleichbarkeit zu deutschen Studienangeboten
Niederländische und deutsche Bachelor- und Master-Studiengänge an Fachhochschulen und Universitäten gehören gemäß der International Standard Classification of Education (ISCED), wie sie u. a. die OECD bei ihrer jährlichen international vergleichenden Untersuchung „Education at a Glance“ benutzt, zur Tertiary type A education (ISCED 5A), also den akademischen Ausbildungen. Dies bedeutet, dass die Bachelor-Studiengänge der niederländischen Hochschulen qualitativ vergleichbar mit deutschen Fachhochschulstudiengängen der gleichen Studienrichtung sind und sie beinhalten zudem auf Grund der längeren Dauer des Studiums mehr Praxiserfahrung, welche sich auf die Einstellungschancen positiv auswirken.
Bislang verleihen die niederländischen Fachhochschulen Bachelor- und Master-Titel mit Fachbezeichnungen wie z. B. Bachelor of Music. Mit der nächsten Änderung des Hochschulgesetzes wird es ihnen ermöglicht werden, wie die Universitäten die Titel Bachelor of Arts und Bachelor of Science bzw. Master of Arts und Master of Science zu verleihen. Dies hatte schon die Expertenkommission für ein zukunftsbeständiges Hochschulsystem im April 2010 vorgeschlagen und die Regierung in ihrer Stellungnahme am 7. Februar 2011 akzeptiert.
Schon vor der Einführung von Bachelor- und Master-Studiengängen in der Europäischen Union behandelte die maßgebliche Zentralstelle für ausländisches Bildungswesen beim Ständigen Sekretariat der Kultusministerkonferenz die niederländischen Fachhochschulabschlüsse als gleichwertig mit den deutschen Fachhochschulabschlüssen.
Seit der Bachelor-/Master-Struktur wird die Qualität von Studienprogrammen durch die Pflicht zur Akkreditierung bei einer mit dieser Aufgabe vom Staat betrauten Organisation gewährleistet. Die Niederlande waren ein Vorreiter bei der Herstellung von Transparenz und Vergleichbarkeit der Qualitätskriterien innerhalb Europas.
Österreichische, schweizerische und norwegische Akkreditierungsorganisationen erkennen die Akkreditierungen der niederländisch-flämischen NVAO seit Dezember 2007 automatisch an.
Dass Deutschland nicht bei den Unterzeichnerstaaten dabei ist, liegt nicht an der Qualität der niederländischen Studiengänge, sondern an Zuständigkeitsproblemen in Deutschland. Ansonsten ist die Zusammenarbeit mit Deutschland eng: „Joint accreditation procesdures were undertaken with three German accreditation organisations“: ACQUIN, FIBAA und ASIIN.